# Rhodophiala fulgens
Rhodophiala fulgens är en amaryllisväxtart som först beskrevs av Joseph Dalton Hooker, och fick sitt nu gällande namn av Hamilton Paul Traub. Rhodophiala fulgens ingår i släktet Rhodophiala och familjen amaryllisväxter. Inga underarter finns listade i Catalogue of Life.